# Jameela
Jameela is een geslacht van vlinders uit de familie van de Lycaenidae, uit de onderfamilie van de Polyommatinae (blauwtjes). De soorten van dit geslacht komen voor in het Australaziatisch gebied.

## Soorten
- Jameela albiplaga Tite, 1963
- Jameela palmyra (Felder, 1860)